# Гвинтівка Вітворта
Гвинті́вка Ві́творта (англ. Whitworth rifle) — британська дульнозарядна гвинтівка. Одна з перших у світі снайперських гвинтівок, неперевершена за своєю точністю серед усіх інших гвинтівок того часу (британських, французьких, німецьких і американських). Гвинтівки Вітворта отримали популярність завдяки їх застосуванню шарпшутерами Армії Конфедерації під час Громадянської війни у США. Завдяки високим балістичним характеристикам гвинтівки (конфедерати називали її «чудо-гвинтівкою») вона застосовувалася для знищення артилерійських обслуг і командного складу сіверян. Випущеними з гвинтівок Вітворта кулями були вбиті генерали Армії США Джон Рейнольдс, Джон Седжвік, Вільям Літл і безліч старших офіцерів.

## Історична довідка
Джозеф Вітворт, що займався переважно машино- та верстатобудуванням, став приділяти пильну увагу стрілецькій зброї в період Кримської війни (власне, Вітворт був одним з піонерів впровадження нарізки в практику виготовлення стволів для стрілецької та артилерійської зброї), під час якої в 1854 році Королівське бюро озброєння звернулося до нього з проханням виготовити верстати для виробництва гвинтівок Енфілд. Уряд побудував полігон поблизу маєтку Вітворта у Фаллоуфілді, де той проводив випробування гвинтівок Енфілд, виготовлених на верстатах його виробництва. Там же Вітворт розпочав розроблення високоточної гвинтівки власної конструкції.
1 липня 1860 року відбулася перша зустріч членів Британської національної стрілецької асоціації, право відкриття зустрічі було надано королеві. Королева Вікторія, стріляючи з гвинтівки Вітворта з верстата-підставки по мішені на відстані 400 ярдів, потрапила в яблучко. Відтоді і протягом багатьох років, стрільці з гвинтівками Вітворта були незмінними переможцями змагань зі стрільби, впевнено перевершуючи усіх інших суперників.

## Технічні характеристики

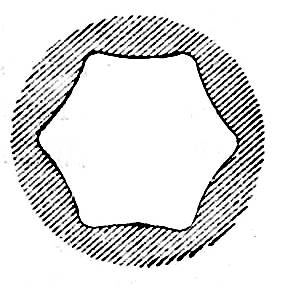
Шестигранний перетин каналу ствола гвинтівки

Гвинтівка Вітворта має полігональну (шестикутну) нарізку ствола з рівномірним кроком нарізів, що становить дві третини від загальної довжини ствола. Сама по собі 34-грамова куля патрона .451 Whitworth, спорядженого димним порохом, витягнута у довжину, з плоскими гранями, що взаємодіяли під час пострілу з нарізкою каналу ствола, забезпечуючи надійну обтюрацію. Обидва зазначені чинники, — спосіб нарізки ствола і форма кулі, — давали останній у польоті стабілізацію обертанням навколо своєї осі з досить точним циклічним коефіцієнтом обертання близько 15 тис. обертів за хвилину. Завдяки цьому, гвинтівка Вітворта давала можливість вести прицільний вогонь на відстані до півтори тисячі ярдів і більше.
Що важливо, гвинтівка Вітворта забезпечувала точну стрільбу з відкритого прицілу-стійки без будь-яких додаткових оптичних пристроїв, на відміну від снайперських гвинтівок Армії США, які застосовувались в період громадянської війни лише з довгим оптичним прицілом. Отже, істотно скорочувався час на прицілювання, крім того це забезпечувало можливість стріляти не лише з упору, а й навскидь. При цьому, гвинтівка Вітворта могла за потреби оснащуватися оптичним прицілом.

## Порівняльна характеристика

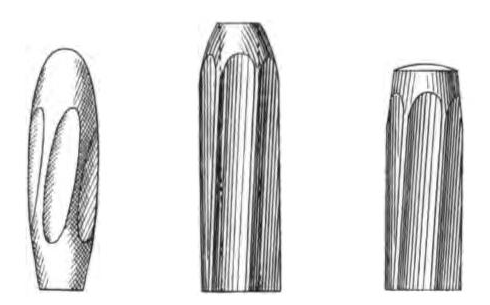
Кулі, розроблені Дж. Вітвортом. Найширше використовувалась модифікація, зображена посередині

В ході випробувальних стрільб, що провелись британцями в Гайті 21 квітня 1857 року, гвинтівка Вітворта продемонструвала спроможність потрапляння в круглу мішень діаметром 30 см з відстані 1880 ярдів, тобто понад 11⁄3 милі, повністю перевершуючи гвинтівку Енфілд і показала такі середні показники:
| Відстань, ярдів | Середнє відхилення, мм | Середнє відхилення, мм | Середній кут підвищення | Середній кут підвищення |
| Відстань, ярдів | Енфілд                 | Вітворт                | Енфілд                  | Вітворт                 |
| 300             | 322                    | 98                     | 0°44,8'                 | 0°56,49'                |
| 500             | 503                    | 185                    | 1°45,13'                | 1°23,37'                |
| 800             | 1057                   | 398                    | 2°46,6'                 | 2°17,6'                 |
| 1000            | 2413                   | 587                    | 4°3,33'                 | 3°5,36'                 |
| 1200            | 3392                   | 1192                   | 5°9,48'                 | 4°3,6'                  |

За кучністю гвинтівка Вітворта перевершувала казнозарядні і магазинні гвинтівки із ковзним затвором протягом декількох десятиліть.
Комітет озброєння Армії США, ще до розділення країни на два ворожі табори і до початку громадянської війни, закупив гвинтівку Вітворта для порівняльних випробувань, у яких взяли участь ще три британських гвинтівки:
| Зброя                | Заряджання    | Нарізка                      | Крок нарізів                 |
| -------------------- | ------------- | ---------------------------- | ---------------------------- |
| Гвинтівка Вітворта   | дульнозарядна | шестикутна                   | рівномірний                  |
| Гвинтівка Річардса   | казнозарядна  | ствол від гвинтівки Вітворта | ствол від гвинтівки Вітворта |
| Гвинтівка Ланкастера | дульнозарядна | овально-гвинтувальна         | зростаючий                   |
| Гвинтівка Енфілд     | дульнозарядна | п'ять нарізів                | рівномірний                  |

15 січня 1858 року, в ході випробувань у Військової академії США у Вест-Пойнті було відстріляно по тисячі патронів з кожної гвинтівки без чищення ствола по цілях на відстанях понад 600 ярдів. За підсумками випробувань було визнано, що гвинтівка Вітворта перевершила всі інші зразки за точністю стрільби і усі крім гвинтівки Вестлі Річардса за легкістю заряджання (гвинтівка Ланкастера потребувала дерев'яного молотка, щоб забити шомполом патрон на дно ствола). Комітет озброєння рекомендував Департаменту армії включити гвинтівку Вітворта або гвинтівку Річардса зі стволом від гвинтівки Вітворта в арсенал піхотних частин. Недоліки обох останніх були обумовлені перевагами, ствол гвинтівки Вітворта, забезпечуючи точність стрільби, що набагато перевершував гвинтівку Енфілд, зношувався швидше, ніж ствол гвинтівки Енфілда. Ще одна причина, по якій у США відмовилися від закупівель гвинтівок, була пов'язана з боєпостачанням, оскільки патрон .451 Whitworth був визнаний невідповідним для військових потреб, — в Англії він виготовлявся з аптекарської точністю, організувати таке виробництво в США не було можливим.
У 1971 році американські ентузіасти-зброярі зібрали деякі зразки стрілецької зброї і провели тест-реконструкцію, зробивши по 15 пострілів у квадратну дерев'яну мішень розміром 183 × 183 см на відстані 400 ярдів. В результаті:
- Спрінгфілдський гладкоствольний мушкет зр. 1842 року[en] — 0 попадань.
- Австрійський нарізний мушкет[en] — 3 попадання.
- Спрінгфілдський нарізний мушкет зр. 1863 року[en] — 7 попадань.
- Гвинтівка Енфілд — 13 попадань.
- Гвинтівка Вітворта — 15 попадань.

Вартість
Вартість гвинтівки Вітворта також була одним з факторів, які обмежували її взяття на озброєння (найдорожчим її елементом був ствол, канал якого нарізався майже ювелірним способом). Її вартість на американському ринку у мирний час становила майже $50, що було всього у двічі дорожче за звичайні серійні гвинтівки. У самій Британії вона вартувала 12 фунтів 6 пенсів, що було майже у четверо дорожче за гвинтівку Енфілд, ціна якої була 3 фунти 5 пенсів (це й обумовило обмежену закупку гвинтівок британськими військовиками). Однак, під час морської блокади її вартість для південних штатів підскочила більше ніж удесятеро, за даним історика Мартіна Пеглера, контрабандна вартість гвинтівки для південців на той час становила $600, а «святий Грааль» (гвинтівка Вітворта у комплекті з оптичним прицілом, розробленим колишнім офіцером армії Ост-Індійської компанії і затятим мисливцем полковником Девідом Девідсоном) обходився удвічі дорожче.
Перша дюжина гвинтівок Вітворта прибула до південців навесні 1863 року, у розпалі громадянської війни, закуплена по ціні у тисячу доларів за одну гвинтівку з прицілом і тисячею патронів. Потреба південців у точній стрілецькій зброї була настільки великою, що вони витрачали нечувані на ті часи кошти. Начальник озброєння Армії Конфедерації генерал Джозайя Горгас особисто розподіляв перші гвинтівки між Північновірджинською армією, Теннессійською армією і Чарлстонським гарнізоном.

## Виробництво
Гвинтівки на експорт і для цивільного ринку вироблялись безпосередньо збройовою фабрикою компанії Whitworth Rifle & Ordnance Company у Манчестері. Гвинтівки для Армії Британії виготовлялись Енфілдською королівською збройовою фабрикою.

## Модифікації
На озброєнні британської армії було два варіанти гвинтівок Вітворта:
- Гвинтівка зразка 1856 року (P-1856) зі стволом стандартної довжини.
- Гвинтівка зразка 1862 року (P-1863) із вкороченим стволом.

Обидві оснащувались насадкою для кріплення багнета.

## Бойове застосування

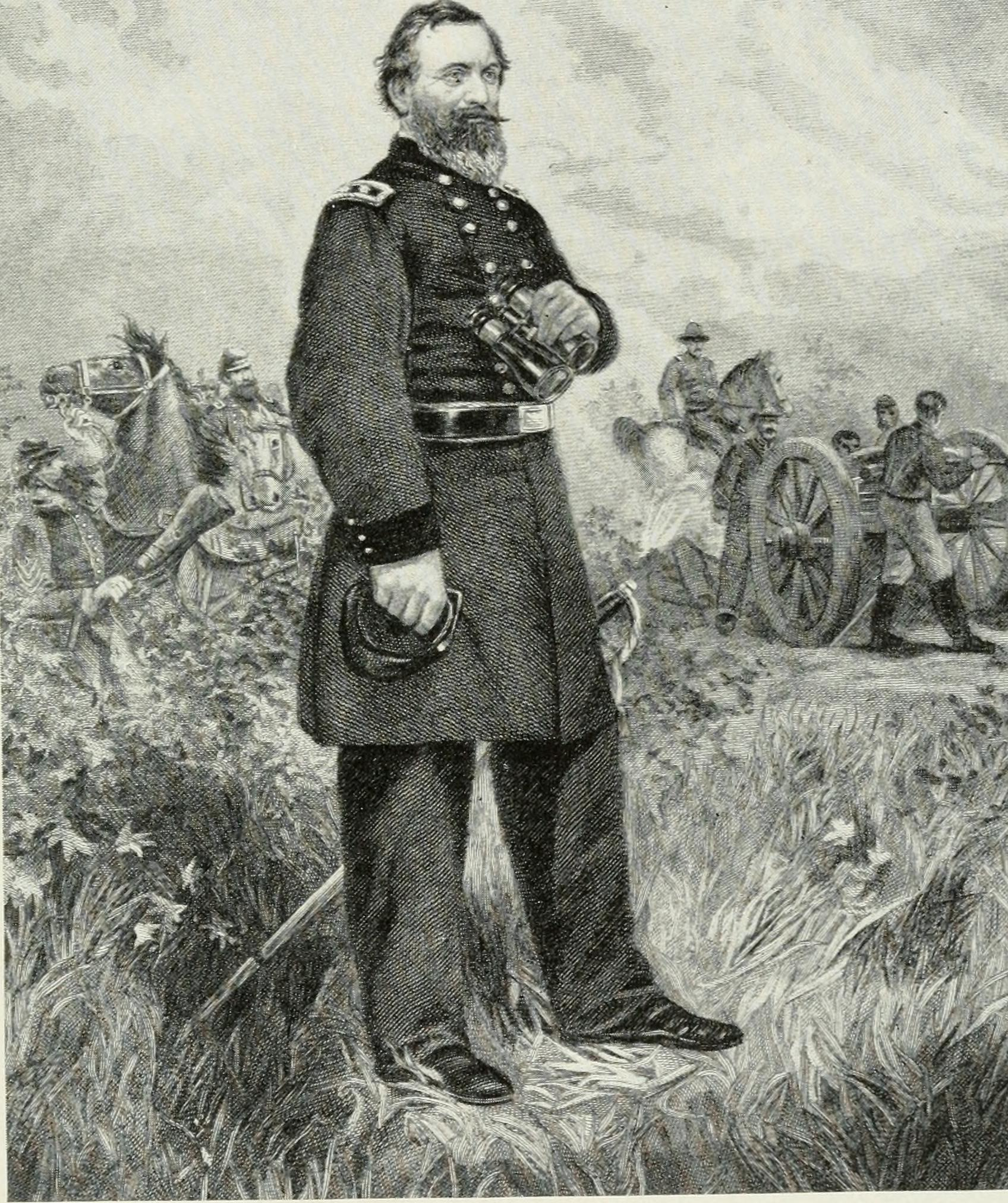
Генерал Джон Седжвік

Гвинтівки розподілялися серед двох команд шарпшутерів у складі одного піхотного батальйону Армії Конфедерації, крім того діяли окремі батальйони шарпшутерів у складі піхотних бригад.
Спосіб ведення бойових дій шарпшутерами південців, що діяли з відстані понад милю, забезпечував достатньо часу, щоб перезарядити гвинтівку і знову підготуватись до стрільби. На такій відстані їм не становило проблем відрізнити офіцерів і номерів артилерійського розрахунку від рядових піхотинців противника. Куля з гвинтівки Вітворта видавала характерний пронизливий свист, почувши який солдати кидалися на землю, а офіцери, виховані в дусі дотримання кодексу честі, неприпустимості втечі і забруднення уніформи землею, ставали ще легшою здобиччю.
Добре відомий епізод, коли в ході битви біля Спотсильванії 9 травня 1864 року генерал сіверян Джон Седжвік, проходячи повз солдата, що заліг, попрікнув його у боягузтві, стверджуючи, що з такої відстані противник не попаде навіть у слона у повний зріст. Солдат вибачаючись, пояснював це тим, що так рятує своє життя, на що Седжвік розсміявся, в цю секунду куля, випущена з гвинтівки Вітворта з відстані від восьмисот до тисячі ярдів, потрапила йому в обличчя, пробивши лицеву кістку пройшовши під лівим оком, генерал замовк і впав замертво.
Застосування південцями гвинтівок Вітворта дуже істотно позначилося на настроях у військах сіверян й гнітило їх бойовий дух.